# 奧羅諾 (明尼蘇達州)
奧羅諾（英語：Orono）是一個位於美國明尼蘇達州亨內平縣的城市。

## 人口
根據2020年美國人口普查的數據，奧羅諾的面積為62.12平方千米，當中陸地面積為41.22平方千米，而水域面積為20.90平方千米。當地共有人口8315人，而人口密度為每平方千米134人。